# Marcão Britto
Marco Antônio Valentim Britto Júnior (Santos, 1 de outubro de 1970), mais conhecido como Marcão Britto, é um guitarrista, cantor, compositor, letrista, produtor musical, youtuber brasileiro e proprietário do Electro Sound Studio, mais conhecido por ser um dos guitarristas e fundadores da banda Charlie Brown Jr. Integrou a formação original do grupo a partir da sua fundação, em 1992, junto com Chorão e Champignon. Gravou as quatro demos do grupo antes do lançamento do primeiro álbum do grupo, Transpiração Contínua Prolongada, em 1997. Compondo sucessos como "O Côro Vai Comê", "Proibida pra Mim (Grazon)", "Tudo Que Ela Gosta de Escutar", "Quinta-Feira", "Gimme o Anel", entre outros, contribuiu fortemente para o sucesso e gravou nove álbuns e quatro DVDs com a banda. 
A formação clássica do Charlie Brown Jr. surgiu em 1995, quando indicou dois amigos, o baterista Renato Pelado, que era seu parceiro em outra banda, e o guitarrista Thiago Castanho para integrar o grupo santista e assim, junto aos parceiros Chorão e Champignon, se formatou o que ficaria conhecida como a formação clássica da banda.

## Biografia

### Início
Antes de ingressar o Charlie Brown Jr., estudou Farmácia e Bioquímica, Jornalismo, Propaganda e Marketing. Foi professor de guitarra e corretor de imóveis.
Como músico, foi um dos integrantes da banda Last Joker, onde dividia o palco com Cristopher Clark, que em 2016 venceu a primeira edição do reality X-Factor Brasil. Essa bagagem com o Last Joker moldou o guitarrista, evidenciando o seu ecletismo como músico, características essas que podem ser comprovadas em seu trabalho com o Charlie Brown Jr.

### Saída do Charlie Brown Jr. e novos projetos
Em 2005, Marcão deixou o Charlie Brown Jr., juntamente com Champignon e Renato Pelado, alegando divergências profissionais e com Chorão; e fundou a banda TH6, com a qual gravou o álbum Contra Insetos Parasitas, em 2008.  
Já depois de se tornar notório no país com o Charlie Brown Jr., integrou o supergrupo Rockfellas em 2007, com os músicos Paul Di'Anno (Iron Maiden), Canisso (Raimundos) e Jean Dolabella (na época, baterista do Sepultura)

### Retorno ao Charlie Brown Jr.
Em 2011, Marcão retornou ao Charlie Brown Jr. e a banda voltou a ser um quinteto, em uma apresentação da banda no Viradão Carioca, em Bangu, no Rio de Janeiro, no dia 21 de maio daquele ano.
Após este retorno, grava mais dois álbuns com o Charlie Brown Jr., Música Popular Caiçara (2012) e La Familia 013 (2013).

### Trabalhos após a morte de Chorão
Em março de 2013, com a morte de Chorão, os membros remanescentes do Charlie Brown Jr. formam a banda A Banca. 
Em setembro de 2013, fez uma participação especial no show da banda Kiara Rocks no Rock in Rio V.
No dia 28 de dezembro de 2013, lançou a música "Não Estamos Sozinhos", de composição e performance própria. A música é uma homenagem aos amigos Chorão e Champignon falecidos respectivamente em março e setembro de 2013.
Em março de 2013, foi o único integrante do Charlie Brown Jr. a participar do evento em homenagem à banda intitulado Vamos Viver Nossos Sonhos, que aconteceu na cidade de Manaus.
Em abril de 2014, foi produtor do EP de estreia da banda Trela, intitulado A Arte de Improvisar. Além de produzir o EP, Marcão também tocou guitarra na música "O Que Eu Não Vejo".
Em 2017, Marcão fez uma participação na canção "A Miséria Comprou a Razão", do músico santista Bruno Thadeu.

### Bula
Em novembro de 2014, Marcão anuncia a formação de sua nova banda, Bula, juntamente com Lena Papini (ex-A Banca) e André Pinguim (ex-Charlie Brown Jr.).
Em 2 de dezembro de 2014 lança seu álbum de estreia pela gravadora Deckdisc, Não Estamos Sozinhos, com 13 faixas, composições próprias e parcerias (com Chorão, Thiago Castanho e Ivan Sader) e participações especiais de Champignon e Bruno Graveto. A primeira música de trabalho do álbum, foi "Doses Gigantes", composição de Marcão, lançada em novembro de 2014.
Logo na estreia, a Bula foi convidada a participar do Lollapalooza em 2015 e no Rock in Rio no mesmo ano.
Em 2016, gravou o álbum Bula ao Vivo no Espaço das Américas, e na sequência, Marcão ainda gravou com os Raimundos, o CD/DVD Raimundos Acústico, lançado em 2017.
Em 2018, gravou com a Bula, seu segundo álbum, Realidade Placebo, com 18 faixas, lançado em 2019 e novamente o grupo é convidado a participar do Rock in Rio, no mesmo ano.

### Tour Chorão 50
Em fevereiro de 2021, é anunciada a "Tour Chorão 50", projeto criado por Alexandre Abrão, filho do Chorão, para comemorar o aniversário e legado do pai. O projeto contava com músicos das formações da banda: Marco Britto, Thiago Castanho, Heitor Gomes, André Pinguim e Bruno Graveto — e o cantor Egypcio foi convidado para assumir os vocais.
Em outubro de 2021, junto do guitarrista Thiago Castanho, anunciam o desligamento da turnê.

### Charlie Brown Jr 30 Anos
Em abril de 2022, junto de Thiago Castanho, anunciam uma turnê de celebração dos 30 anos do Charlie Brown Jr. O primeiro show acontece em 25 de junho, no Qualistage, no Rio de Janeiro.
Em julho de 2023, se apresentam no Capital Moto Week, maior festival de rock e motos da América Latina, em Brasília.
Em junho de 2024, se apresentam no festival João Rock, em Ribeirão Preto (SP).

## Discografia

### Charlie Brown Jr.
Álbuns de estúdio
- (1997) Transpiração Contínua Prolongada
- (1999) Preço Curto... Prazo Longo
- (2000) Nadando com os Tubarões
- (2001) 100% Charlie Brown Jr. - Abalando a Sua Fábrica
- (2002) Bocas Ordinárias
- (2004) Tamo Aí na Atividade
- (2013) La Familia 013 (póstumo)

### TH6
Álbuns de estúdio
- (2008) Contra Insetos Parasitas

### A Banca
- (2013) O Novo Mundo (Single)

### Bula
Álbuns de estúdio
- (2014) Não Estamos Sozinhos
- (2019) Realidade Placebo

Álbuns ao vivo
- (2017) Bula ao Vivo no Espaço das Américas

### Participação em outros projetos
- (2014) Produtor do EP A Arte de Improvisar da banda Trela. Participou também, como guitarrista, da música "O Que Eu Não Vejo"[5].
- (2016) Participação no single "Selva de Pedra", da banda paulistana Ultimo Engano.
- (2017) Participação no single "A Miséria Comprou a Razão", do músico santista Bruno Thadeu[6].
- (2017) Participação no CD/DVD Raimundos Acústico, dos Raimundos, incluindo uma regravação de "Lugar ao Sol".

## Prêmios e Honrarias
- 2018 - Hall do rock santista pelo site Blog'n'Roll[1]